# Onosma burmanicum
Onosma burmanicum är en strävbladig växtart som beskrevs av Collett och Hemsl. Onosma burmanicum ingår i släktet Onosma och familjen strävbladiga växter. Inga underarter finns listade i Catalogue of Life.